# Liechtensteiner Cup 2023/24
Der Liechtensteiner Cup 2023/24 (bis 2022: Aktiv-Cup) war die 79. Austragung des Fussballpokalwettbewerbs der Herren in Liechtenstein. Der Wettbewerb wurde vom 11. August 2023 bis zum 8. Mai 2024 in fünf Runden im K.-o.-System ausgespielt. Titelverteidiger war der FC Vaduz.

## Modus
Sämtliche Liechtensteiner Mannschaften, die am Schweizer Ligensystem teilnahmen, wurden auch für den Liechtensteiner Cup gemeldet. Das heisst, dass auch Zweit- und Drittmannschaften mitspielten. Nach einer Vorqualifikation mit zwei Teams stiegen alle restlichen 15 Mannschaften im Achtelfinal ein. Die unterklassige Mannschaft hatte bis inklusive des Halbfinals automatisch das Heimrecht.
Der Liechtensteiner Cup wurde im K.-o.-System ausgetragen. Die Spiele fanden an folgenden Daten statt:
- Vorqualifikation (11. August 2023): 2 Teams, der Sieger war für das  Achtelfinale qualifiziert.
- Achtelfinale (22./23./29. August und 15. September 2023): 16 Teams, die Sieger waren für das Viertelfinale qualifiziert.
- Viertelfinale (24./25. Oktober 2023): 8 Teams, die Sieger waren für das Halbfinale qualifiziert.
- Halbfinale (9. April 2024): 4 Teams, die Sieger waren für das Endspiel qualifiziert.
- Final (8. Mai 2024)

## Teilnehmende Mannschaften
Folgende 17 Mannschaften wurden für den Wettbewerb gemeldet.
| Challenge League (II) | 1. Liga (IV)                 | 2. Liga (VI) | 3. Liga (VII)                                                       | 4. Liga (VIII)                                                               | 5. Liga (IX)                                  |
| --------------------- | ---------------------------- | ------------ | ------------------------------------------------------------------- | ---------------------------------------------------------------------------- | --------------------------------------------- |
| FC Vaduz              | FC Balzers USV Eschen-Mauren | FC Vaduz II  | FC Ruggell FC Triesen FC Triesenberg FC Schaan USV Eschen-Mauren II | FC Balzers II FC Ruggell II FC Triesen II FC Vaduz III USV Eschen-Mauren III | FC Schaan II FC Triesenberg II FC Triesen III |

## Vorqualifikation
Die einzige Partie der Vorqualifikation fand am 11. August 2023 statt. Die restlichen 15 Mannschaften hatten für diese Runde ein Freilos.
| Datum      |                | Ergebnis |              |
| ---------- | -------------- | -------- | ------------ |
| 11.08.2023 | FC Triesen III | 0:3      | FC Vaduz III |

## Achtelfinale
Die acht Partien der Achtelfinals fanden zwischen dem 22. August und 15. September 2023 statt. Zu der siegreichen Mannschaft der Vorqualifikation stiessen in dieser Runde die restlichen 15 Teams. Die drei höchstklassigen Mannschaften (FC Vaduz, USV Eschen-Mauren und FC Balzers) konnten in dieser Runde noch nicht gegeneinander gelost werden.
| Datum      |                      | Ergebnis              |                       |
| ---------- | -------------------- | --------------------- | --------------------- |
| 22.08.2023 | FC Ruggell           | 1:8                   | FC Vaduz              |
| 22.08.2023 | FC Schaan            | 1:2                   | USV Eschen-Mauren     |
| 22.08.2023 | USV Eschen-Mauren II | 1:2 n. V.             | FC Triesen            |
| 22.08.2023 | FC Triesen II        | 0:8                   | FC Triesenberg        |
| 23.08.2023 | FC Vaduz II          | 0:1                   | FC Balzers            |
| 23.08.2023 | FC Schaan II         | 6:1                   | FC Triesenberg II     |
| 29.08.2023 | FC Ruggell II        | 2:0                   | FC Balzers II         |
| 15.09.2023 | FC Vaduz III         | 2:2 n. V. (5:4 i. E.) | USV Eschen-Mauren III |

## Viertelfinale
Die vier Partien der Viertelfinals fanden am 24. und 25. Oktober 2023 statt.
| Datum      |                   | Ergebnis  |                |
| ---------- | ----------------- | --------- | -------------- |
| 24.10.2023 | FC Ruggell II     | 1:2 n. V. | FC Triesenberg |
| 24.10.2023 | FC Vaduz III      | 1:6       | FC Balzers     |
| 24.10.2023 | FC Schaan II      | 1:4       | FC Triesen     |
| 25.10.2023 | USV Eschen-Mauren | 1:2 n. V. | FC Vaduz       |

## Halbfinale
Die beiden Partien der Halbfinals fanden am 9. April 2024 statt.
| Datum      |                | Ergebnis |            |
| ---------- | -------------- | -------- | ---------- |
| 09.04.2024 | FC Balzers     | 0:5      | FC Vaduz   |
| 09.04.2024 | FC Triesenberg | 2:0      | FC Triesen |

## Final
Der Final fand am 8. Mai 2024 statt.
| Paarung        | FC Vaduz – FC Triesenberg |
| Ergebnis       | 5:0 (3:0) |
| Datum          | 8. Mai 2024 um 19:00 Uhr |
| Stadion        | Rheinpark Stadion, Vaduz |
| Zuschauer      | 1.632 |
| Schiedsrichter | Marijan Drmic ( Schweiz) |
| Tore           | 1:0 Théo Golliard (3.), 2:0 Dejan Djokic (9.), 3:0 Théo Golliard (32.), 4:0 Dejan Djokic (58.), 5:0 Dejan Djokic (89.) |
| FC Vaduz       | Benjamin Büchel – Fabio Fehr, Roy Gelmi, Fuad Rahimi, Lars Traber (46. Fabian Stöber) – Allen Nije, Simon Lüchinger (71. Nicolas Hasler), Ryan Fosso (46. Alessandro Kräuchi), Théo Golliard (46. Lorik Emini) – Dejan Djokic, Fabrizio Cavegn (46. Elmin Rastoder) Cheftrainer: Marc Schneider                               |
| FC Triesenberg | Nikola Pupavac – Lucas Viegas Soares (46. Borislav Pavicic), Hamza Sljivar, Lukas Büchel, Pius Sprenger, Ricardo Maia de Sousa (76. Yonas Abidi) – Sebastian Beck , Pascal Foser (58. Pascal Koller), Zivan Mitrović – Diego Mazzini (58. André Arpagaus), Cédric Chevalley (82. Reto Tscherfinger) Cheftrainer: Alessio Haas |
| Gelbe Karten   | keine – André Arpagaus (63.) |